# Georg Lerche
Georg Jacob Lerche (22. oktober 1853 i Rønne – 15. maj 1927 i Rungsted) var en dansk ingeniør, bror til Pauli Julius Lerche.
Han var søn af Henrik Georg Flemming Lerche, tog 1870 realeksamen fra Frederiksborg lærde Skole og 1871 udvidet forberedelseseksamen ved Københavns Universitet. Lerche var 1872-74 maskinarbejder, blev 1880 cand.polyt. og samme år tegner ved Burmeister & Wains Maskinfabrik. 1881 blev han kemiker på Sukkerkogeriet Odense, samme år underbestyrer og 1882 bestyrer af Højbygaards Sukkerfabrik, 1884-1909 af Sukkerkogeriet Odense, 1908-17 af Sukkerkogeriet Assens og 1917-21 af Sukkerkogeriet Nakskov.
1900 blev han Ridder af Dannebrog. Lerche var medlem af Odense Byråd 1894-1902 og formand i bestyrelsen for Odense Tekniske Skole til 1908. 
Lerche var gift med Sofie Frederikke Johansen (28. marts 1856 i Kongens Tisted - 23. november 1921 på Sankt Josephs Hospital i København), datter af sognepræst til Kongens Tisted, Binderup og Durup Sogne Georg Peter Raffenberg Johansen og Georgine Juliane Meyer).
Han er begravet på Hørsholm Kirkegård.